# Le Chemin des lucioles
Pour plus de détails, voir Fiche technique et Distribution.
Le Chemin des lucioles (ホタル, Hotaru) est un film japonais réalisé par Yasuo Furuhata, sorti en 2001.
L'œuvre célèbre le 50e anniversaire de la fondation de la compagnie Tōei et a été nommée dans treize catégories aux 25e Japan Academy Awards.

## Synopsis
Lors de la Seconde Guerre mondiale, Yamaoka Shūji part en guerre mais essaie de rester connecté à son véritable amour, Yamaoka Tomoko.

## Fiche technique
- Titre français : Le Chemin des lucioles
- Titre original : ホタル (Hotaru?)
- Titre anglais : The Firefly
- Réalisation : Yasuo Furuhata
- Assistant réalisateur : Kiyoshi Sasabe
- Scénario : Yasuo Furuhata et Yō Takeyama (en)
- Photographie : Daisaku Kimura (ja)
- Montage : Kiyoaki Saitō (ja)
- Musique : Ryōichi Kuniyoshi (ja)
- Éclairages : Mitsuo Watanabe (ja)
- Décors : Katsuhiro Fukuzawa (ja)
- Son : Tsutomu Honda
- Sociétés de production : Tōei
- Pays d'origine :  Japon
- Langue originale : japonais
- Format : couleur - 2,35:1
- Genre : drame
- Durée : 114 minutes[1]
- Dates de sortie :
  - Japon : 27 mai 2001[1]
  - France : 4 décembre 2002[2]

## Distribution
- Ken Takakura : Shūji Yamaoka
- Yūko Tanaka : Tomoko Yamaoka, sa femme
- Tomoko Naraoka : Tomiko Yamamoto
- Takami Mizuhashi (ja) : Fujieda
- Hisashi Igawa : Yōji Fujieda
- Yukiyoshi Ozawa (ja) : Kaneyama
- Nenji Kobayashi : Ogata
- Isao Natsuyagi : Takemoto
- Ryūji Harada (ja) : Tetsuo
- Renji Ishibashi : Yamazaki
- Kiichi Nakai : Nakajima
- Mizuho Takasugi (ja) : Shūji Yamaoka pendant la guerre
- Yoshimi Imai (ja) : Yōji Fujieda pendant la guerre
- Yūko Fueki : Tomoko pendant la guerre
- Ayako Kobayashi (ja) : Hisako Ōtsuka
- Tetsushi Tanaka : Suzuki
- Yōzaburō Itō (ja) : Shin'ichi Fujieda
- Shigeo Kobayashi (en) : le maître de cérémonie

## Distinctions
Sauf indication contraire, les informations mentionnées dans cette section peuvent être confirmées par la base de données cinématographiques IMDb,  présente dans la section « Liens externes ».

### Récompenses
- 2001 : Prix Yūjirō Ishihara (en) aux Nikkan Sports Film Awards
- 2002 : Blue Ribbon Award de la meilleure actrice dans un second rôle pour Tomoko Naraoka

### Sélections
- Le film est sélectionné dans treize catégories lors des Japan Academy Prize de 2002 : meilleur film, meilleur réalisateur (Yasuo Furuhata), meilleure actrice (Yūko Tanaka), meilleur acteur dans un second rôle (Nenji Kobayashi), meilleure actrice dans un second rôle (Tomoko Naraoka), meilleur scénario (Yasuo Furuhata et Yō Takeyama (en)), meilleure photographie (Daisaku Kimura (ja)), meilleurs éclairages (Mitsuo Watanabe (ja)), meilleur montage (Kiyoaki Saitō (ja)), meilleure musique (Ryōichi Kuniyoshi (ja)), meilleurs décors (Katsuhiro Fukuzawa (ja)) ainsi que meilleur son (Tsutomu Honda).